# The Girl from Oslo
The Girl from Oslo is een 10-delige Israëlische politieke thrillerserie uit 2021. De productie is een samenwerkingsverband tussen de Noorse commerciële omroep TV2 en de Israëlische zender HOT. Hoofdrollen zijn voor Anneke von der Lippe, Amos Tamam en Raida Adon.
Tijdens een vakantie in de Sinaïwoestijn in Egypte worden de Noorse Pia (Andrea Berntzen) en haar vrienden ontvoerd door ISIS. Haar ouders zijn werkzaam als diplomaat en hebben al tientallen jaren veel contacten in het Midden-Oosten. In ruil voor hun vrijlating stelt de terroristische groepering een eis die te herleiden is naar iets dat zich in het verleden, in 1993, heeft voorgedaan toen een verdrag tussen de PLO en Israël werd gesloten.